# Malinda Cramer
Malinda Elliott Cramer (12 de fevereiro de 1844 - 2 de Agosto de 1906) foi a fundadora da Igreja da Ciência Divina,  curadora, e importante figura do movimento do Movimento do Novo Pensamento.
Cramer nasceu em Greensboro, Indiana, filha de Obediah e Maria Henshaw Elliott. Esperando aliviar um problema crônico de saúde, ela mudou para São Francisco em 1870, onde conheceu Charles Lake Cramer, um fotógrafo, com quem casou em 1872 . A despeito da mudança, os problemas de saúde persistiam, a tal ponto de torná-la inválida.
Em 1885, talvez sob o ímpeto da Ciência Cristã de Miranda Rice, Cramer teve o que descreveu como uma revelação divina depois de "uma hora de meditação e oração" e "aquele momento percebi que foi o começo da minha realização da Unidade da Vida, um brilho da Verdade atravessou como um raio a minha visão mental". Em dois anos estava curada.
Cramer morreu a 2 de agosto de 1906, em São Francisco, devido a ferimentos do sismo de São Francisco.